# Dahlia (песня)
«Dahlia» — песня японской метал-группы X Japan, выпущенная в качестве сингла 26 февраля 1996 года.
Композиция позже вошла в одноимённый альбом группы и стала одной из последних песен Ёсики в его фирменном стиле — смешении симфоник- и спид-метала.
Сторона «Б» сингла содержит концертную версию песни «Tears», записанную 30 декабря 1993 года на стадионе «Токио Доум». Эта же версия была включена в концертный альбом Live Live Live Tokyo Dome 1993-1996.

## Коммерческий успех
Сингл занял 1-е место в чарте Oricon и пребывал в нём 8 недель. В 1996 году его продажи составили 412 810 копий, таким образом он стал 72-м самым продаваемым синглом года и получил платиновую сертификацию Японской ассоциации звукозаписывающих компаний.

## Список композиций
Автор всех композиций — Ёсики.
| №  | Название                    | Длительность |
| -- | --------------------------- | ------------ |
| 1. | «Dahlia»                    | 7:59         |
| 2. | «Tears» (концертная версия) | 8:00         |

## Участники записи
- Тоси — вокал
- Пата — гитара
- Хидэ — гитара
- Хит — бас-гитара
- Ёсики — ударные, клавишные